# جولين فافير
جولين فافير (بالفرنسية: Julien Favier) (28 سبتمبر 1980 بقرقشونة في فرنسا - ) هو لاعب كرة قدم فرنسي في مركز الوسط. لعب مع نادي سيت وRCO Agde ‏ وUS Marseille Endoume ‏.

## وصلات خارجية
- جولين فافير على موقع قاعدة بيانات كرة القدم.إي يو (الإنجليزية)